# Echinopsis peruviana
Echinopsis peruviana ist eine Pflanzenart in der Gattung Echinopsis aus der Familie der Kakteengewächse (Cactaceae). Das Artepitheton peruviana leitet sich von ihrem Fundort Peru ab. Trivialnamen sind „San Pedro Macho“, „Hualtu“ und „Gigantón“.

## Beschreibung
Echinopsis peruviana wächst buschig bis baumartig, besitzt einige aufrechte oder ausgesteckte Triebe und erreicht Wuchshöhen von 1 bis 3 Metern. Die zylindrischen, anfangs bereiften Triebe sind blaugrün bis graugrün und haben Durchmesser von 6 bis 20 Zentimeter. Ihre 6 bis 10 Rippen sind breit und gerundet. Einige haben Furchen über den großen, braunen, etwa 2 bis 2,5 Zentimeter auseinandersitzenden Areolen. Die 10 ungleichen, braunen Dornen werden bis 4 Zentimeter lang.
Die sich nachts öffnenden, trichterförmigen Blüten sind weiß, werden zwischen 22 und 25 Zentimeter lang und duften.

## Verbreitung, Systematik und Gefährdung
Die ersten Exemplare der Art wurden am 9. Juli 1914 von Joseph Nelson Rose und seiner Frau bei Matucana in Peru in einer Höhenlage von 2100 Metern gesammelt.
Die Erstbeschreibung als Trichocereus peruvianus nahm er 1920 gemeinsam mit Nathaniel Lord Britton vor. Heimo Friedrich und Gordon Douglas Rowley stellten die Art 1974 in die Gattung Echinopsis.
Es wurden zwei Unterarten unterschieden:
- Echinopsis peruviana subsp. peruviana
- Echinopsis peruviana subsp. puquiensis (Rauh & Backeb.) Ostolaza

In der Roten Liste gefährdeter Arten der IUCN wird die Art als „Least Concern (LC)“, d. h. als nicht gefährdet geführt.

## Inhaltsstoffe
Echinopsis peruviana enthält Meskalin.

## Nachweise